# Sydafrikas politik
Sydafrika er en parlamentarisk repræsentativ demokratisk republik. Landets præsident tjenere både som statsoverhoved og regeringschef. Præsienten bliver valgt af National Assembly of South Africa (underhuset i Sydafrikas parlament), og skal have nationalforamlingens tillid for at forblive på sin post. Sydafrikanerne vælger også den provinsielle myndigheder, der styrer landets ni provinser.
Siden apartheid blev afskaffet i 1994 har African National Congress (ANC) domineret landets politi. ANC har været ved magten i den lovgivende magt, og i otte ud af de ni provinser (Vest-Kapprovinsen styres af Democratic Alliance). ANC fik 57,50% af stemmerne ved valget i 2019. Det fik 62,9% af de direkte stemmer ved kommunalvalget i 2011. Den primære opposition til ANC er Democratic Alliance, ledet af John Steenhuisen (tidligere Mmusi Maimane), der modtog 20,77% af stemmerne i 2019. Anre store partier, der er repræsenteret i parlamentet er Economic Freedom Fighters og Inkatha Freedom Party, der primært repræsenterer zuluer. Tidligere store partier tæller New National Party, der både introducerede og afskaffede apartheid via sin forgængerNational Party, men som blev opløst i 2005 for at fusionere med ANC. Jacob Zuma tjente som landets præsident fra 9. maj 2009 frem til han gik af i februar 2018. Hans efterfølger blev Cyril Ramaphosa.
Economist Intelligence Unit rangerede Sydafrika som et "fejlbehæftet demokrati" på deres Demokrati-indeks i 2019.